# Interkosmos 3
Interkosmos 3 (Indeks COSPAR 1970-057A) – trzeci sztuczny satelita wprowadzony na orbitę w ramach programu Interkosmos.

## Misja
Satelita z serii Interkosmos o masie całkowitej 340 kg został wysłany w dniu 7 sierpnia 1970 roku o godzinie 4:07 czasu GMT. Aparaturę zbudowali uczeni czechosłowaccy i radzieccy. Była ona przeznaczona do obserwacji magnetosfery ziemskiej, wokółziemskich stref radiacji i fal elektromagnetycznych o małej częstotliwości (od 0,7 do 12 kHz). Perygeum orbity satelity znajdowało się na wysokości 207 km, a apogeum na wysokości 1320 km. Umieszczona na nim aparatura zbudowana została przez uczonych z Czechosłowacji i ZSRR. W obserwacjach uczestniczyli naukowcy z Bułgarii, NRD, Polski i Francji. Po raz pierwszy do wspólnych badań krajów socjalistycznych w programie Interkosmos dołączyła Francja, biorąc udział w obserwacjach naziemnych. Polscy uczeni rejestrują w Belsku tzw. świsty atmosferyczne. Jedno okrążenie satelity wokół Ziemi trwało 99,8 min, a płaszczyzna orbity wyniosła 49°.
 
Aparatura satelity działała do 4 grudnia 1970, a on sam istniał do 6 grudnia 1970.